# Lajos Asztalos
Lajos Asztalos (ur. 29 lipca 1889 w Peczu, zm. 1 listopada 1956 w Budapeszcie) – szachista węgierski, mistrz międzynarodowy od 1950, sędzia klasy międzynarodowej (International Arbiter) od 1951, profesor filozofii.

## Kariera szachowa
Od zakończenia I wojny światowej do 1942 r. mieszkał w Jugosławii, której barwy reprezentował na olimpiadach w latach 1927 i 1931. Był uczestnikiem wielu turniejów międzynarodowych, sukcesy odnosząc m.in. w Koszycach (1918 – V m.), Gyorze (1924 – III m.), Bardiowie (1926 – III m.) oraz Kecskemét (1927 – IV m.).
W 1948 r. zakończył karierę sportową i poświęcił się pracy społecznej. Przez wiele lat pełnił funkcję wiceprezesa węgierskiej federacji szachowej. Był także sekretarzem stałej komisji kwalifikacyjnej FIDE. Napisał kilka książek szachowych.
Według retrospektywnego systemu Chessmetrics, najwyżej sklasyfikowany był w lutym 1917 r., zajmował wówczas 11. miejsce na świecie.
W latach 1958–1971 rozegrano na Węgrzech trzynaście memoriałowych turniejów poświęconych pamięci Lajosa Asztalosa.